# Wettbewerbsklasse
Wettbewerbsklassen wurden im Segelflug eingeführt, um die Entwicklung des Sports zu fördern. Sie dienen außerdem der Sportpolitik oder als Antwort auf Trends des Marktes bzw. die Entwicklung neuer Technologien.
Die Klassenpolitik soll die Gerechtigkeit im Wettbewerb fördern, die Kosten für Einsteiger senken und für ein stabiles Umfeld für Investitionsentscheidungen der Hersteller sowie der Wettbewerbsteilnehmer sorgen.
Der Segelflugsport verfügt über einen Institutionsrahmen auf internationalem Niveau, der sicherstellt, dass im Wesentlichen in allen Staaten die gleichen Klassen und Klassendefinitionen geflogen werden. Während Segelfliegen von Natur aus flug- oder leistungsorientiert ist, entstanden Klassen bisher weniger zur Förderung technologischer Entwicklung, sondern wurden eher durch Marktdynamik oder durch Zusammenwirken von Forschung und Industrie angeregt.

## FAI-Wettbewerbsklassen
Die Fédération Aéronautique Internationale (FAI) ist die Institution, die den Luftsport auf internationalem Niveau kontrolliert. Sieben Segelflugzeug-Klassen werden zurzeit durch die FAI anerkannt und sind somit für Europäische sowie Weltmeisterschaften zugelassen:
- Offene Klasse, es gibt keine Beschränkungen außer einer Gewichtsbeschränkung auf 850 kg max. Startmasse, z. B. eta, Nimbus-4, ASH 25, Concordia und EB 29.
- Standardklasse, maximale Spannweite von 15 m, Startmasse maximal 525 kg, aber keine Wölbklappen oder andere auftriebserhöhende Vorrichtungen, beispielsweise ASW 28, LS8, Discus-2, ASW 24.
- 15-Meter-Klasse, wie Standardklasse, jedoch sind auftriebserhöhende Vorrichtungen erlaubt, beispielsweise ASW 27, Ventus, ASG-29-15
- 18-Meter-Klasse, wie die 15-Meter-Klasse, jedoch Startmasse 600 kg und Spannweite bis zu 18 Metern, beispielsweise ASH 26, LS10, DG-808, LAK-19 und ASG-29
- Doppelsitzerklasse, beschränkt auf eine maximale Spannweite von 20 Metern, beispielsweise Duo Discus, Arcus, DG Flugzeugbau DG-1000, ASG-32
- Clubklasse, erlaubt viele ältere Segelflugzeuge innerhalb eines bestimmten Leistungsbereichs, wobei die Leistungsunterschiede durch Handicapfaktoren ausgeglichen werden. Einrichtungen für Wasserballast dürfen vorhanden sein, jedoch nicht verwendet werden. Beispiele sind Glasflügel Libelle, Standard Cirrus, LS1, Pilatus PC-11, Cobra 15
- 13,5-Meter-Klasse, Einsteigerklasse, beschränkt auf eine maximale Spannweite von 13,5 m, beispielsweise PZL PW-5 (ehemals Weltklasse, die nur den Typ PZL PW-5 erlaubte, jetzt für weitere 13,5-m-Modelle geöffnet).

Weltrekorde im Segelflug werden durch die FAI in Unterklassen eingestuft, die nicht eins-zu-eins mit den oben genannten Wettbewerbsklassen übereinstimmen:
- DO – Offene Klasse, zugelassen sind Leistungen, die mit einem beliebigen Segelflugzeug erzielt werden. Leistungen von Flugzeugen der Offenen-, der 18-Meter- und der Doppelsitzerklasse werden in dieser Unterklasse geführt.
- D15 – 15-Meter-Klasse, zugelassen sind Leistungen, die mit Segelflugzeugen erzielt werden, deren Spannweite kleiner oder gleich 15 Meter ist.
- DW – Weltklasse, zugelassen sind Leistungen in Segelflugzeugen der Weltklasse.
- DU – Ultraleichtklasse, zugelassen sind Leistungen mit Segelflugzeugen, die eine maximale Masse von 220 kg haben.

Eine Klasse für noch leichtere Flugzeuge, mit einer Flächenbelastung von maximal 18 kg/m² ist in der Diskussion.

## Nicht-FAI-Klassen
Wettbewerbsklassen, die nicht durch das FAI erkannt werden, gab es etwa in regionalen oder nationalen Wettbewerben. Die bedeutendsten sind:
- Sportklasse, eine Klasse mit Handicapfaktor, die im Konzept der Clubklasse ähnelt, aber mehr Segelflugzeuge erlaubt, üblicherweise auch mit Wölbklappe und Spannweiten, die nicht auf 15 Meter begrenzt sind. Diese Kategorie wird häufig in Wettbewerben mit zu wenig Teilnehmern für die üblichen Klassen verwendet.
- 1–26 Klasse, eine Einheitsklasse mit dem Typ Schweizer SGS 1-26, die in den USA geflogen wird.

## Geschichte

### Offene Klasse

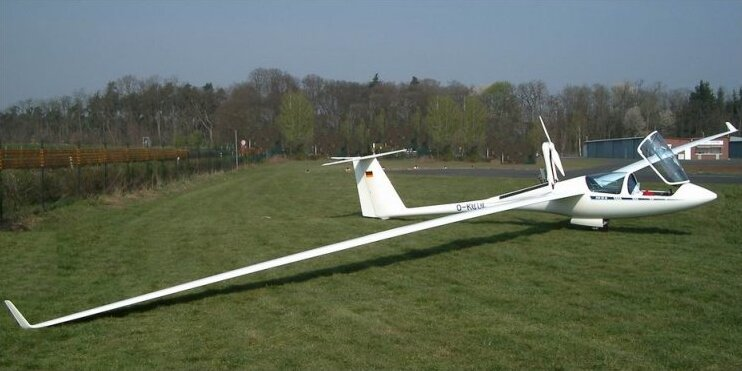
ASH 25

Die Offene Klasse ist die älteste Wettbewerbskategorie, die erst mit der Einführung der Doppelsitzerklasse in den frühen 1950er-Jahren entstand. Diese uneingeschränkte Kategorie ist ein Feld für technologische Innovation. Viele Forschungsprototypen fallen unter diese Klassendefinition, beispielsweise die D-30 von 1938, die Schwenkflügel hatte, die SB 10 von 1972 mit damals enormer Spannweite von 26 m bzw. 29 m oder die fs 29 von 1975 mit veränderlicher Spannweite.
Die Offene Klasse erzielt die höchsten Leistungen in den Wettbewerben, Tagesaufgaben von über 1000 Kilometern sind heute bei sehr gutem Wetter möglich. Ein erfolgreiches Segelflugzeug der Offenen Klasse muss jedoch trotz hoher Gleitleistung auch praxistauglich sein. Extreme Designs neigen zu Ausfällen, wie beispielsweise bei der Fieseler Österreich von 1931 oder der Operation Sigma von 1971.
Wettbewerbe der Offenen Klasse sind – trotz des Namens – eher exklusiv, da die Teilnehmerzahl in dieser Kategorie niedriger als in den anderen Klassen ist. Bis in die 1960er-Jahre war eine angemessene Anzahl von Segelflugzeugen wettbewerbsfähig, oftmals schlugen diejenigen mit kleinerer Spannweite die größeren Typen. Die Revolution durch Faserverbundwerkstoffe brachte die Klasse jedoch durcheinander. Mit Flügeln aus kohlenstofffaserverstärktem Kunststoff wurden 1981 Spannweiten des Nimbus-3 und der ASW 22 von 24 m und mehr möglich, wodurch die Offene Klasse zunächst die Domäne zweier Hersteller wurde.
Nach zwei Dekaden mit schrittweisen Leistungsgewinnen brachte im Jahr 2000 das Auftreten der eta einen Sprung in der Leistung und in einer weiteren Preiseskalation. Dieses sehr kostspielige Flugzeug war bereits in Wettbewerben erfolgreich, und es wird sich unvermeidbar auf die Kosten auswirken, in dieser Klasse wettbewerbsfähig zu bleiben.

### Standardklasse

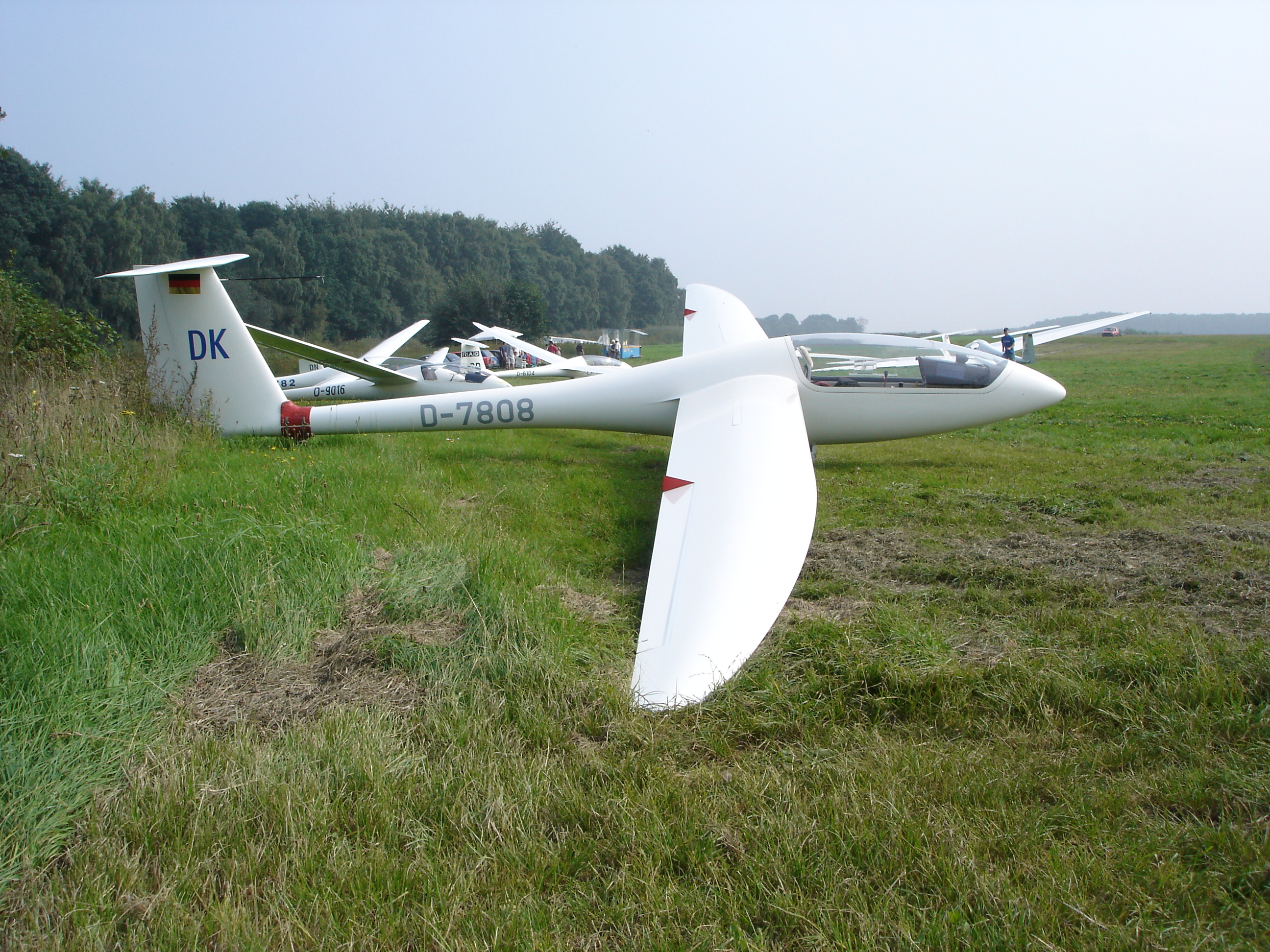
SZD-55

Die Standardklasse wurde in den späten 1950er-Jahren als Alternative zu den in zunehmendem Maße schweren, schwierig zu fliegenden und teuren Flugzeugen der Offene Klasse dieser Zeit eingeführt. Ausgerichtet auf Erschwinglichkeit und Einfachheit, schränkten die ursprünglichen Standardklasserichtlinien die Spannweite auf 15 Meter ein und untersagten einziehbare Fahrwerke, auftriebserhöhende Vorrichtungen wie Klappen und abwerfbaren Wasserballast. Die Verkörperung dieser Richtlinien ist die Ka 6.
Die technische Entwicklung beschleunigte sich jedoch in den folgenden Jahren. Der Übergang zur Glasfaserkonstruktion stellte die vorhandenen Richtlinien in zunehmendem Maße als unzureichend dar. Die festeren Strukturen erlaubten höhere Flächenbelastungen, die Konkurrenten griffen daher auf festen Ballast zurück, um diesen Wettbewerbsvorteil auszugleichen. Das führte zu hohen Landegeschwindigkeiten, mit der Gefahr von Beschädigungen bei Außenlandungen. Die festen Fahrwerke verursachten den Hauptteil des Luftwiderstandes der glatten Glasfiberflugzeuge. Die Konstrukteure reagierten, indem sie die Räder in den Rumpf vertieften, was die Gefahr der Beschädigung am Boden erhöhte. Die Hersteller argumentierten nun, dass ein Einziehfahrwerk die preiswerteste Art sei, die Leistung zu erhöhen.
Angesichts dieser Argumente der Sicherheit und Kosten wurden die Regeln der Standardklasse aktualisiert, um Wasserballast sowie Einziehfahrwerke zu erlauben. Die Forderung nach großen Sturzflugbremsen wurde fallengelassen, und Bremsklappen am Flügelende wurden erlaubt. Dies brachte Schwierigkeiten, da eine Trennung zwischen Bremsklappen am Flügelende und auftriebserhöhenden Klappen vage ist. Die Zögerlichkeit der IGC (siehe Fédération Aéronautique Internationale), Letztere zu erlauben, führte zu dem erfolglosen Versuch, zu regeln, was eine Landeklappe sei. Nachdem die LS2 und die Pik-20 diese Lücke zum Gewinn der Weltmeisterschaften 1974 und 1976 in der Standardklasse nutzten, verbot die IGC alle die Wölbung verändernden Vorrichtungen in dieser Klasse, und definierte die 15-Meter-Klasse, um diese Flugzeuge aufzunehmen. Diese Entscheidung war, obwohl es die zweite Richtlinienänderung in wenigen Jahren war, und auch einige Segelflugzeugtypen verwaisten, die nicht in die neuen Kategoriendefinitionen passten (besonders PIK-20 und Libelle, die in großen Stückzahlen hergestellt worden waren), im Nachhinein gerechtfertigt durch den großen Erfolg der neuen Standard- und der 15-Meter-Klasse.
Bedeutende Standardklasseflugzeuge waren Ka 6, SZD-22 Mucha (1958), LS1 (1967), Standardcirrus (1969), LS4 (1980), Discus (1984) und LS8 (1994).

### 15-Meter-Klasse

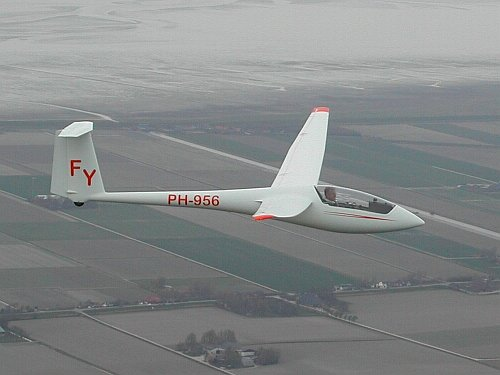
ASW 20

Diese Klasse wurde speziell definiert, um die Kontroverse über die Luftbremsen an der Flügelendleiste in der Standardklasse zu beenden. Die Klasse war sehr erfolgreich und war seit der Gründung Bestandteil aller Welt- und europäischen Meisterschaften. Die technologische Entwicklung hat den einstmaligen Leistungsabstand zwischen Standard- und 15-Meter-Klasse jedoch stark verringert, so dass er heute nur in besonders gutem Segelflugwetter wahrnehmbar ist. Einige Beobachter argumentieren daher, dass der Unterschied nicht mehr groß genug sei, dass die 18-Meter-Klasse der natürliche Nachfolger der 15-Meter-Klasse sei und dass diese daher von den Weltmeisterschaften entfernt werden sollte, um den neuen Klassen Platz zu machen. Ungeachtet dessen hat die Kategorie noch Liebhaber und auch offizielle Unterstützung in der näheren Zukunft.
Wichtige Vertreter der 15-Meter-Klasse sind ASW 20 (1977) bzw. dessen Nachfolgemodell ASW 27, Ventus (1980), LS6 (1983), ASG-29-15 (2005), Ventus-2 (1994) und die Diana 2 aus polnischer Herstellung.
Ältere Vertreter (die „erste Generation“) sind die LS3, Mosquito, DG 200, PIK-20, ASW 20, Mini Nimbus, Speed Astir und die „Renn“-Libelle.

### 18-Meter-Klasse

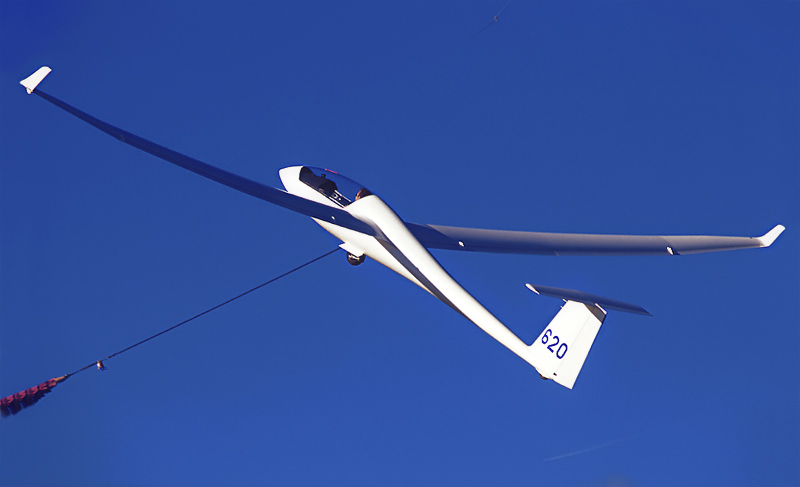
Ventus

Die Einführung der Kohlenstofffaser erlaubte 15 Meter übersteigende Spannweiten zu erschwinglichen Preisen. Die Hersteller begannen, dieses Potential auszunutzen, indem sie Flügelverlängerungen für ihre Segelflugzeuge mit Wölbklappen anboten. Die Spannweite erhöhte sich stufenweise von 16,6 Metern in den ersten Versionen (ASW 20L und Ventus b 16.6) über 17 Metern (DG-200/17, LS3/17, Glaser-Dirks DG-600, Glasflügel 403), 17,5 Meter (LS6c), schließlich einheitlich auf 18 Meter. Die Tendenz zu den Turbos und selbststartenden Segelflugzeugen förderte die 18-Meter-Spannweite, die groß genug ist, das zusätzliche Gewicht des Triebwerks zu tragen, ohne die Fähigkeit zu verlieren, in schwacher Thermik zu steigen. Nach einer Dekade von Wettbewerben auf regionalem Niveau (beispielsweise Hahnweide), das die Lösung von Problemen wie die Mischung von reinen Segelflugzeugen und motorisierten Varianten ermöglichte, kam diese Klasse in den Weltmeisterschaften 2001 zum ersten Mal zum Tragen.

### Doppelsitzer

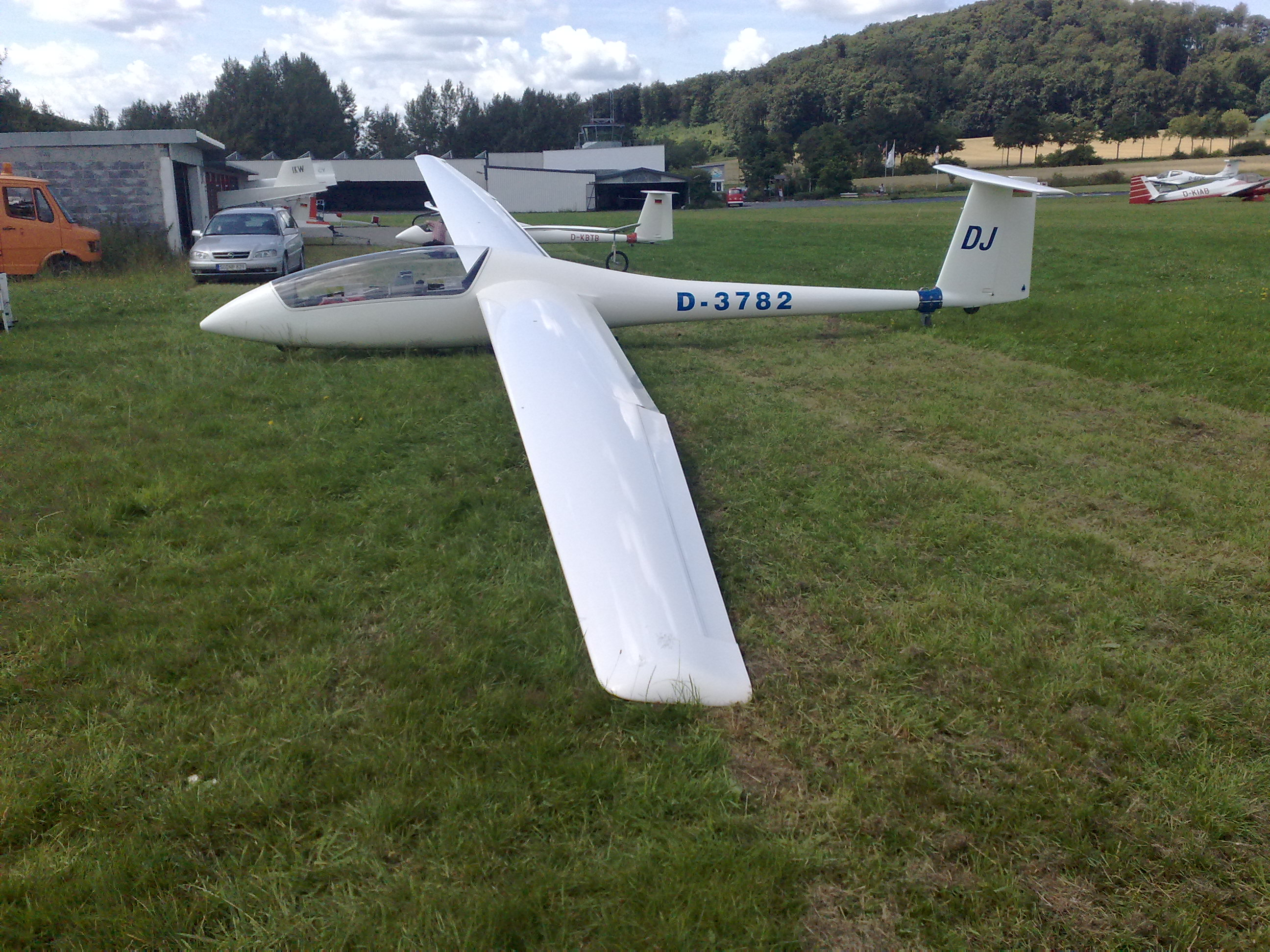
Janus B

Die Doppelsitzerklasse erschien zum ersten Mal auf den Weltmeisterschaften 1952. Der Grund für eine eigene Klasse war, dass der Widerstand des größeren Rumpfs der Doppelsitzer einen bedeutenden Nachteil gegenüber den Einsitzern darstellte. Diese Klasse wurde nach den Weltmeisterschaften 1956 jedoch eingestellt, obgleich Rekorde bis 1996 aufgezeichnet wurden. Die großen Spannweiten, ermöglicht durch moderne Materialien, haben mittlerweile in der Offenen Klasse den Leistungsabstand aufgehoben. Heute sind Doppelsitzer in der Offenen Klasse in zunehmendem Maße üblich und gewinnen häufig. Die IGC (siehe Fédération Aéronautique Internationale) bestimmte daher 2005, eine Doppelsitzerklasse mit einer Spannweitenbeschränkung auf 20 Metern wieder einzuführen. Diese Klasse ist nicht vergleichbar mit der alten Kategorie der Doppelsitzer, da sie auf Schulungsflugzeuge mit hoher Leistung zielt, die ständig an Popularität gewonnen haben. Ihre kleinere Größe trennt sie von Doppelsitzern der Offenen Klasse, die sehr kostspielig sind und erfahrene Mannschaften erfordern. Die 20-Meter-Doppelsitzer fliegen sich ähnlich wie Einsitzer, aber kosten wenig mehr als halb so viel wie eine Orchidee der Offenen Klasse.
Die Gegner in dieser Klasse sind hauptsächlich Duo Discus, DG Flugzeugbau DG-1000, Arcus, die ASG-32 sowie die älteren Janus und Glaser-Dirks DG-500.

### Clubklasse

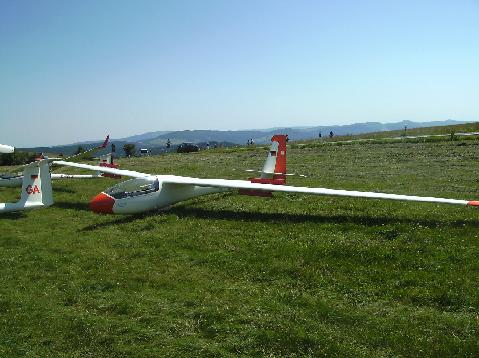
ASW 15

Die Clubklasse erlaubte früher Segelflugzeuge mit maximal 15 Metern Flügelspannweite, eine feste Flächenbelastung über den Flug und ein unveränderliches Flügelprofil. Inzwischen wird die Zugehörigkeit zur Clubklasse allein über die Leistungsfähigkeit des Segelflugzeuges definiert. Alle Flugzeuge mit einem Leistungsindex bis 106 (nach DAeC-Richtlinie) bzw. bis 107 (Richtlinie der IGC) gelten als Clubklasseflugzeuge. Mit dieser Definition sind sogar die Segelflugzeuge der ersten Generation der 15-m-FAI-Klasse, wie beispielsweise LS3, Mosquito, H301 oder PIK-20D als Clubklasseflugzeuge integriert.
Bei dieser Segelflugklasse werden Turbulatoren zur Optimierung der aerodynamischen Güte und zur Unterdrückung einer Ablöseblase am Rumpf-Flächenübergang angebracht.

### 13,5-Meter-Klasse (ehem. Weltklasse)
Die International Gliding Commission (IGC/CIVV, ein Teil der FAI), und die dazugehörige Organisation Scientifique und àvoile Technique du Vol (OSTIV) rief 1989 einen Designwettbewerb ins Leben für ein preiswertes Segelflugzeug mit mittleren Leistungen, einfach und sicher zusammenzubauen und zu betreiben, also auch von Piloten mit wenig Erfahrung zu fliegen. 1993 wurde als Gewinner die PZL PW-5 verkündet. Die erste Weltkategorien-Weltmeisterschaft fand 1997 in Inonu, Türkei statt. Es gab weitere drei Weltmeisterschaften in dieser Klasse, aber Teilnahme und Interesse sanken.
Auf der FAI-Vollversammlung März 2010 wurde die Weltklasse in die 13,5-Meter-Klasse umgewandelt und die Beschränkung auf die PZL PW-5 als einziges Muster aufgehoben. Neben der PW-5 können jetzt alle Segelflugzeuge mit einer Spannweite von maximal 13,5 Metern in dieser Klasse starten. Hinzu kommen vor allem einige Ultraleichtsegelflugzeuge, aber auch Kunstflugzeuge wie beispielsweise die PZL SZD-59 in der 13,2-m-Kunstflugspannweite.